# 캄파냐노디로마
캄파냐노디로마(이탈리아어: Campagnano di Roma)는 이탈리아 라치오주 로마현에 위치한 코무네다. 로마로부터 북서쪽 30km 거리에 있다.